# Голота, Илья
Илья Голо́та (укр. Ілля́ Голо́та) (начало XVII века — 17 (27) июня 1649) — белорусский полковник, наказной гетман (май-июнь 1649).

## Биография
Вероятно, происходил из казаков. Его брат Григорий (Гриша, Гришко) действовал вместе с ним, а после гибели Ильи стал брагинским полковником.
В начале казацко-крестьянской войны на Украине под руководством Богдана Хмельницкого Илья Голота присоединился к повстанцам. Возможно, что Илья Голота действовал на Северщине.
В конце мая 1649 года Илья Голота с большим отрядом запорожцев прибыл из Сечи на казацкую раду в Маслов Став (ныне — село Масловка, Мироновский район, Киевская область). Здесь Богдан Хмельницкий назначил его наказным гетманом. Илья Голота возглавил авангард казацкого войска, которое должно было наступать на Загалье, Речицу, Вильно, а затем идти на берега Вислы.
Во главе 10-тысячной армии Илья Голота перешел реку Припять и разбил армию гетмана польного литовского Януша Радзивилла, что нарушило планы феодалов Речи Посполитой с юга Белоруссии ударить в тыл украинской армии Богдана Хмельницкого, способствовал разрастанию крестьянского восстания на юге Белоруссии. Отряд Голоты вырос до 30 тысяч повстанцев. Он разделил свои силы на несколько отрядов, которые около 3-х месяцев действовали с переменным успехом. В июне 1649 года около Загалья на Припяти Януш Радзивилл окружил его отряд (около 7 тыс. ч.), однако наказной гетман Илья Голота вывел повстанцев из окружения.
Казаки Голоты, а также украинские и белорусские крестьяне и мещане (всего около трех тысяч) в ночь на 17 июня 1649 года попытались штурмом взять Загалье, но потерпели поражение. В ходе битвы армия была оттеснена в болота, сам Голота был тяжело ранен и попал в плен. Поляки осудили его на смерть и посадили на кол. Согласно другим данным, Илья Голота погиб в бою.
Похоронен Илья Голота под Загальем в одной из семи братских могил повстанцев.

## Образ в культуре

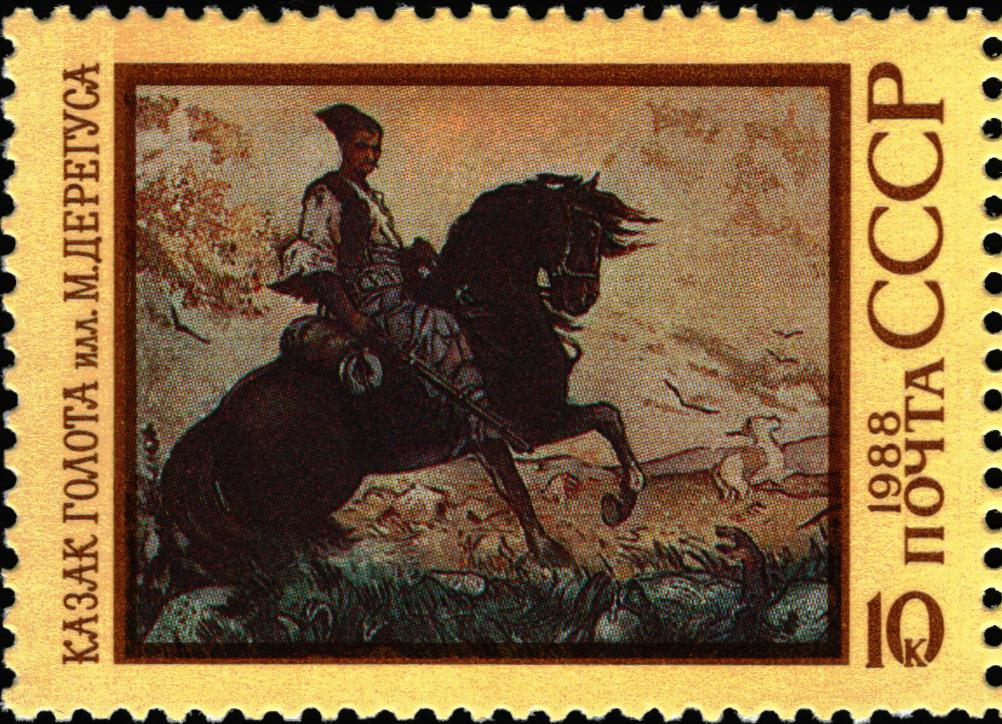
Казак Голота на почтовой марке СССР

- Вероятно, именно Илья Голота является героем народной думы про казака Голоту.
- Мария Пригара в 1966 написала книгу «Казак Голота».